# Andreas Decker (Ruderer)

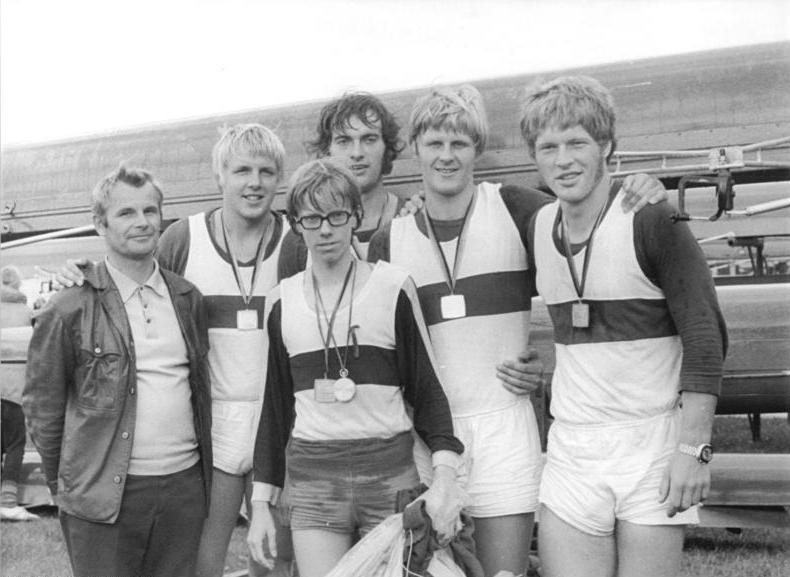
Der DHfK-Vierer 1974 von links nach rechts: Trainer Jörg Weissig, Brietzke, Decker, Mager, Semmler und vorn Steuermann Lehmann

Andreas Decker (* 19. August 1952 in Zwickau) ist ein ehemaliger deutscher Ruderer aus der DDR. Er gewann zwei olympische Goldmedaillen im Vierer ohne Steuermann.

## Leben
Decker wuchs in Lichtentanne auf. 1967 folgte Decker einem Aufruf von Heinz Quermann in der Weihnachtssendung Zwischen Frühstück und Gänsebraten, wo großgewachsene Kinder aufgefordert wurden, sich bei der Rudersektion in Leipzig zu melden. Bereits 1970 gewann Decker bei der Spartakiade und bei den Jugendweltmeisterschaften. 1973 wurde Decker mit dem DDR-Achter Europameister. 1974 wechselte er in den Vierer ohne Steuermann. In der Besetzung Siegfried Brietzke, Andreas Decker, Stefan Semmler und Wolfgang Mager dominierte das Boot vom SC DHfK Leipzig in den nächsten Jahren diese Bootsklasse. 1974 in Luzern und 1975 in Nottingham wurden die vier Ruderer Weltmeister, 1976 in Montreal Olympiasieger. 1977 in Amsterdam und 1979 in Bled wurde das Boot erneut Weltmeister, lediglich 1978 in Neuseeland unterlag man dem sowjetischen Boot und gewann Silber. In der Olympiasaison 1980 verletzte sich Mager an der Hand und wurde von Jürgen Thiele vertreten. Zusammen gewann die Crew bei den Olympischen Spielen in Moskau deutlich vor dem Boot der Gastgeber.
Nach der Wende war Decker bis 1998 Präsident des sächsischen Landessportbundes. 1992 wurde er zum fünften Vizepräsidenten des Deutschen Sportbundes gewählt, trat von dieser Position aber nach zwei Jahren wegen Krankheit wieder zurück.
Für sein langjähriges Engagement für den Sport wurde ihm 2012 der Sächsische Verdienstorden verliehen.

## Auszeichnungen (Auswahl)
- 1974 – Vaterländischer Verdienstorden in Bronze
- 1976 – Vaterländischer Verdienstorden in Silber[2]
- 1980 – Vaterländischer Verdienstorden in Gold
- 1998 – Georg von Opel-Preis in der Kategorie „Ehrenamtliche Helfer“